# Intel·ligència dels peixos

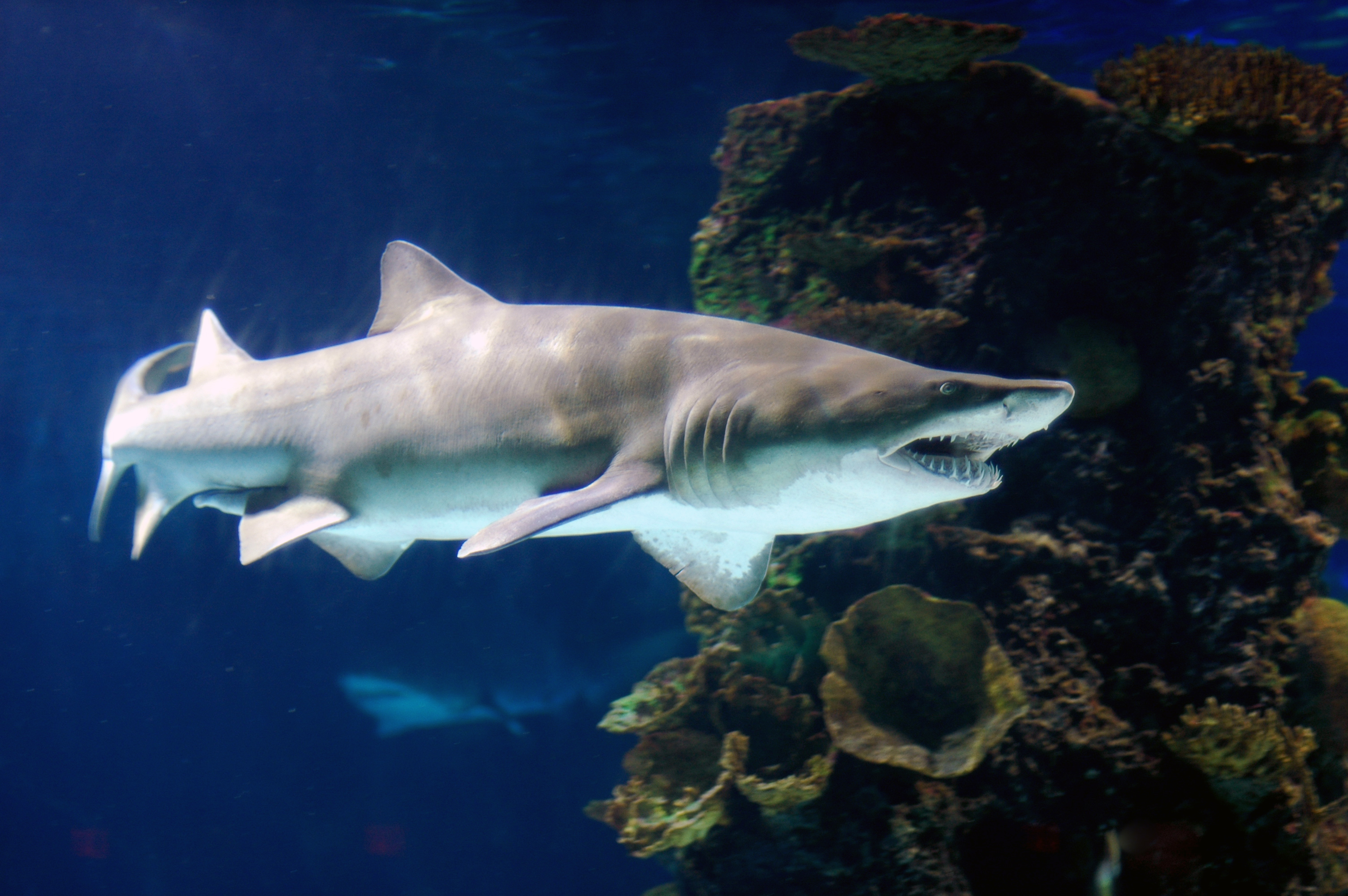
Estudis duts a terme als Estats Units han demostrat que alguns peixos, com ara els taurons, són capaços de crear mapes mentals que els permeten viatjar grans distàncies amb gran precisió.

Els estudis sobre la intel·ligència dels peixos han demostrat que aquests animals tenen un sistema cognitiu capaç d'executar diverses accions que es poden considerar senyals d'intel·ligència, com ara formular estratègies de manipulació, càstig o reconciliació, mantenir tradicions culturals estables o col·laborar entre si per controlar els depredadors i buscar aliment. A més a més, hi ha estudis que indiquen que els peixos tenen un sistema nerviós més complex del que es pensava i que la capacitat de sentir dolor podria ser un caràcter evolutiu molt més antic del que es creia. Finalment, el submarinista Scott Gardner fotografià un peix que picava una petxina amb una pedra petita per obrir-la.
Segons Culum Brown, de la Universitat Macquarie, «Els peixos són més intel·ligents del que semblen. En moltes àrees, com ara la memòria, la seva capacitat cognitiva iguala o supera la dels vertebrats "superiors", incloent-hi els primats no humans».
Els peixos tenen la proporció cervell-massa corporal més alta de tots els vertebrats. La majoria d'espècies de vertebrats tenen una proporció similar. Una espècie batipelàgica, Acanthonus armatus, té la proporció més baixa de tots els vertebrats. A l'altre extrem, Gnathonemus petersii, un peix electrogen d'aigua dolça que viu a Àfrica, té una de les proporcions cervell-massa corporal més altes de tots els vertebrats coneguts (lleugerament superior a la dels humans) i la proporció de consum d'oxigen del cervell respecte al cos més alta de tots els vertebrats (tres vegades la dels humans).